# جوزپه دی استفانو
جوزپه دی استفانو (به ایتالیایی: Giuseppe Di Stefano) خواننده تنور ایتالیایی بود.

## زندگی‌نامه
جوزپه دی استفانو، یکی از خوش آواترین خوانندگان تاریخ اپرا بود که کار حرفه‌ای اش را از اواسط دهه ۴۰ میلادی آغاز و تا اوایل دهه ۱۹۹۰ ادامه داد. او با صدای زیبایش و با لقب حنجره طلایی، جانشین مناسبی برای بنیامینو گیگلی بود
در مصاحبه ای پاوروتی اقرار کرده بود که: دی استفانو صدای طبیعی، زیبا، درخشان و قدرتمندی دارد و او را همچون بت ستایش می‌کنم.

## ضبط با ماریا کالاس
دی استفانو و ماریا کالاس اپراهای زیادی را با هم ضبط کردند که همگی آن‌ها توسط ئی‌ام‌آی منتشر شد.
- Lucia di Lammermoor – 1953
- من puritani – 1953
- Cavalleria rusticana – 1953
- Tosca – 1953
- Pagliacci – 1954
- ... – ۱۹۵۵
- Il trovatore – 1956
- La bohème – 1956
- Un ballo in maschera – 1956
- Manon Lescaut – 1957